# 남원시의회
남원시의회는 전북특별자치도 남원시 지역을 관할하는 기초의회이다.